# Волунтарі
Волунтарі (рум. Voluntari) — місто у повіті Ілфов в Румунії.
Місто розташоване на відстані 8 км на північний схід від Бухареста, 137 км на південь від Брашова.

## Населення
За даними перепису населення 2002 року у місті проживали 30 016 осіб.
Національний склад населення міста:
| Національність            | Кількість осіб | Відсоток |
| ------------------------- | -------------- | -------- |
| румуни                    | 29291          | 97,6%    |
| цигани                    | 505            | 1,7%     |
| турки                     | 25             | 0,1%     |
| угорці                    | 19             | 0,1%     |
| греки                     | 14             | < 0,1%   |
| німці                     | 9              | < 0,1%   |
| українці                  | 7              | < 0,1%   |
| італійці                  | 7              | < 0,1%   |
| росіяни-липовани          | 3              | < 0,1%   |
| болгари                   | 1              | < 0,1%   |
| євреї                     | 1              | < 0,1%   |
| не вказали національність | 24             | 0,1%     |

Рідною мовою назвали:
| Мова       | Кількість осіб | Відсоток |
| ---------- | -------------- | -------- |
| румунська  | 29689          | 98,9%    |
| циганська  | 127            | 0,4%     |
| турецька   | 24             | 0,1%     |
| угорська   | 13             | < 0,1%   |
| німецька   | 13             | < 0,1%   |
| російська  | 7              | < 0,1%   |
| італійська | 7              | < 0,1%   |
| українська | 3              | < 0,1%   |
| грецька    | 2              | < 0,1%   |
| сербська   | 1              | < 0,1%   |
| чеська     | 1              | < 0,1%   |

Склад населення міста за віросповіданням:
| Релігія                                       | Кількість осіб | Відсоток |
| --------------------------------------------- | -------------- | -------- |
| православні                                   | 29321          | 97,7%    |
| римо-католики                                 | 192            | 0,6%     |
| п'ятдесятники                                 | 146            | 0,5%     |
| адвентисти                                    | 66             | 0,2%     |
| мусульмани                                    | 61             | 0,2%     |
| лютерани                                      | 60             | 0,2%     |
| бретрени                                      | 49             | 0,2%     |
| баптисти                                      | 35             | 0,1%     |
| греко-католики                                | 18             | 0,1%     |
| атеїсти                                       | 11             | < 0,1%   |
| юдеї                                          | 6              | < 0,1%   |
| реформати                                     | 4              | < 0,1%   |
| старообрядці                                  | 1              | < 0,1%   |
| лютерани (Синодально-пресвітеріанська церква) | 1              | < 0,1%   |
| лютерани (Аугсбурзького сповідання)           | 1              | < 0,1%   |
| не релігійні                                  | 1              | < 0,1%   |
| не вказали релігію                            | 11             | < 0,1%   |

## Зовнішні посилання
- Дані про місто Волунтарі на сайті Ghidul Primăriilor [Архівовано 8 січня 2010 у Wayback Machine.]